# Cerbère
Cerbère (Cervera de la Marenda in catalano) è un comune francese di 1 519 abitanti situato nel dipartimento dei Pirenei Orientali nella regione dell'Occitania e che si affaccia sulla Costa Vermiglia.

## Geografia fisica
È l'ultima città francese sul mar Mediterraneo prima del confine con la Spagna (località di Portbou), dalla quale lo divide il Colle del Balistres.

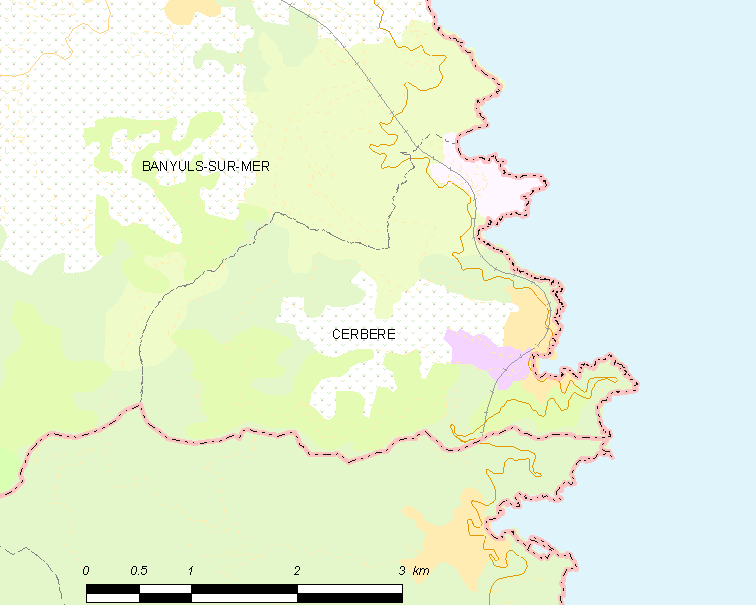
Situazione di Cerbère.

## Storia
Da Cerbère a Mentone correva il vallo Mediterraneo, una linea difensiva nazista costruita a difesa della costa francese durante la seconda guerra mondiale.

## Società

### Evoluzione demografica
Abitanti censiti

## Monumenti e luoghi d'interesse
Il faro di Cap Cerbère

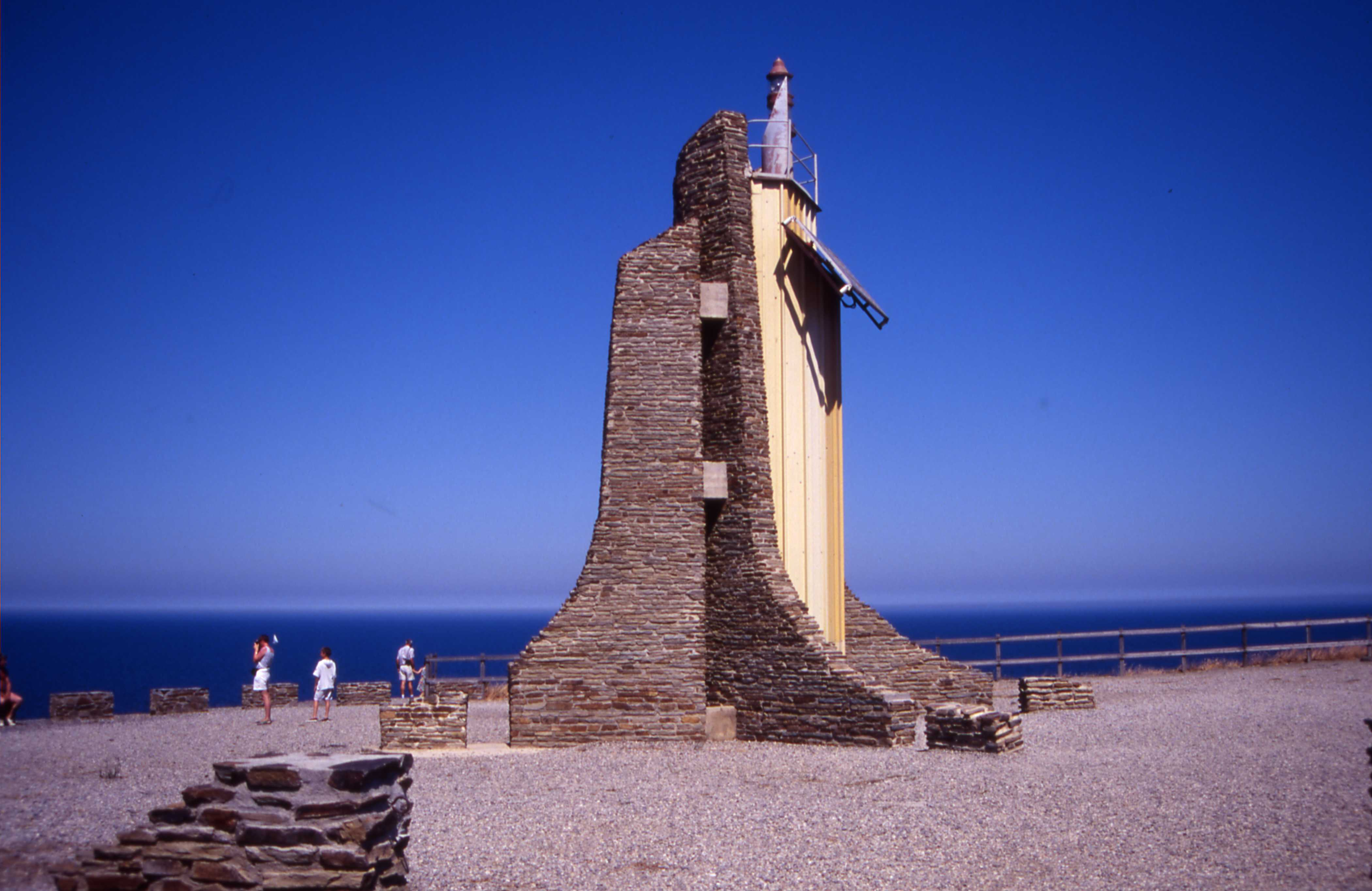
Il "faro solare" di Cap Cerbère.

Il faro di Cap Cerbère è l'ultimo faro della costa mediterranea francese prima del territorio spagnolo, posto su un promontorio nel comune di Cerbère. Esso è noto anche con il nome di "faro solare". È costruito in pietra grigia con la sommità colorata in rosso.
Esso sostituisce il vecchio faro, chiuso nel 1980 ed è stato inaugurato nel 1982. È posto su una ripida falesia, ma non si è provveduto ad alimentarlo elettricamente con una linea aerea, per non deturpare il panorama, quindi è alimentato da pannelli solari fotovoltaici.